# Villery
 Villery  es una población y comuna francesa, en la región de Champaña-Ardenas, departamento de Aube, en el distrito de Troyes y cantón de Bouilly.

## Demografía
| 118 | 136 | 260 | 313 | 292 | 287 |
| Para los censos de 1962 a 1999 la población legal corresponde a la población sin duplicidades (Fuente: INSEE [Consultar]) |     |     |     |     |     |